# Liste des édifices labellisés « Architecture contemporaine remarquable » du Morbihan
Cet article recense les édifices labellisés « Architecture contemporaine remarquable » du Morbihan, en France.
Le label « Architecture contemporaine remarquable » remplace depuis 2016 l'ancien label « Patrimoine du XXe siècle ». Il ne prend en compte que des édifices de moins de 100 ans à la date de labellisation, et qui ne sont pas protégés comme monuments historiques.
Au début 2024, le Morbihan compte 12 édifices ainsi labellisés.

## Liste
| Monument                                       | Commune      | Adresse                   | Coordonnées                        | Notice     | Date | Illustration                                   |
| ---------------------------------------------- | ------------ | ------------------------- | ---------------------------------- | ---------- | ---- | ---------------------------------------------- |
| Église Saint-Pierre-et-Saint-Paul              | Caudan       | Place Louis-Le-Laennec    | 47° 48′ 39″ nord, 3° 20′ 26″ ouest | ACR0000273 | 2006 | Église Saint-Pierre-et-Saint-Paul              |
| Église Notre-Dame-de-Pitié                     | Kervignac    | Place de l'Église         | 47° 45′ 48″ nord, 3° 14′ 21″ ouest | ACR0000274 | 2006 | Image manquante Téléverser                     |
| Maison de l'architecte Rogé Beauvir            | Larmor-Plage | 10 parc de la Citadelle   | 47° 42′ 54″ nord, 3° 22′ 16″ ouest | ACR0000275 | 2000 | Image manquante Téléverser                     |
| Base sous-marine de Lorient                    | Lorient      | Presqu'île de Keroman     | 47° 43′ 39″ nord, 3° 21′ 58″ ouest | ACR0000281 | 2000 | Base sous-marine de Lorient                    |
| Chambre de commerce et d'industrie du Morbihan | Lorient      | 21 quai des Indes         | 47° 44′ 45″ nord, 3° 21′ 31″ ouest | ACR0000282 | 2000 | Chambre de commerce et d'industrie du Morbihan |
| École maternelle Bisson                        | Lorient      | 2 rue Vauban              | 47° 45′ 00″ nord, 3° 21′ 52″ ouest | ACR0000277 | 2000 | Image manquante Téléverser                     |
| Église Notre-Dame-de-Victoire                  | Lorient      | 1 rue de Turenne          | 47° 45′ 02″ nord, 3° 21′ 40″ ouest | ACR0000276 | 2000 | Église Notre-Dame-de-Victoire                  |
| Immeuble Le Moustoir                           | Lorient      | Rond-point du Moustoir    | 47° 45′ 09″ nord, 3° 22′ 15″ ouest | ACR0000278 | 2006 | Image manquante Téléverser                     |
| Maison                                         | Lorient      | 6 rue Marc-Pourpe         | 47° 45′ 08″ nord, 3° 21′ 53″ ouest | ACR0000279 | 2000 | Image manquante Téléverser                     |
| Villa de la Marne                              | Lorient      | 64 avenue de la Marne     | 47° 44′ 32″ nord, 3° 22′ 06″ ouest | ACR0000280 | 2000 | Image manquante Téléverser                     |
| Cinéma L'Éden                                  | Vannes       | 7 rue Pasteur             | 47° 39′ 19″ nord, 2° 45′ 45″ ouest | ACR0000284 | 2006 | Cinéma L'Éden                                  |
| Église Saint-Guen                              | Vannes       | 28 rue Irène-Joliot-Curie | 47° 40′ 15″ nord, 2° 45′ 22″ ouest | ACR0000283 | 2006 | Église Saint-Guen                              |